# Maria Usifo
Maria Usifo (née le 1er août 1964) est une athlète nigériane, spécialiste du 100 m haies et du 400 m haies. 

## Biographie
Elle remporte six titres de championne d'Afrique : trois sur 100 m haies en 1984, 1985 et 1988, deux sur 400 m haies en 1988 et 1989 et un sur relais 4 x 400 mètres en 1985. Elle obtient également la médaille d'or du 100 m haies et la médaille d'argent du 400 m haies lors des Jeux africains de 1987.

### Palmarès
| Date | Compétition            | Lieu     | Résultat | Épreuve     |
| ---- | ---------------------- | -------- | -------- | ----------- |
| 1984 | Championnats d'Afrique | Rabat    | 1re      | 100 m haies |
| 1985 | Championnats d'Afrique | Le Caire | 1re      | 100 m haies |
| 1985 | Championnats d'Afrique | Le Caire | 2e       | 400 m haies |
| 1985 | Championnats d'Afrique | Le Caire | 1re      | 4 x 400 m   |
| 1987 | Jeux africains         | Nairobi  | 1re      | 100 m haies |
| 1987 | Jeux africains         | Nairobi  | 1re      | 400 m haies |
| 1987 | Jeux africains         | Nairobi  | 1re      | 4 x 400 m   |
| 1988 | Championnats d'Afrique | Annaba   | 1re      | 100 m haies |
| 1988 | Championnats d'Afrique | Annaba   | 1re      | 400 m haies |
| 1989 | Championnats d'Afrique | Lagos    | 1re      | 400 m haies |

### Records
| Épreuve     | Performance | Lieu         | Date           |
| ----------- | ----------- | ------------ | -------------- |
| 100 m haies | 13 s 34     | Canberra     | 6 octobre 1985 |
| 400 m haies | 55 s 16     | Indianapolis | 6 juin 1986    |